# 松井千秋
松井 千秋（まつい ちあき）は、日本の建築構造学者。九州大学名誉教授。工学博士。構造設計一級建築士。

## 概要
鉄骨構造、鋼・コンクリート合成構造の設計法の普及・研究と発展において建築界に顕著な貢献を果たし、『コンクリート充填鋼管構造設計施工指針』（日本建築学会、1997）の刊行にも携わった。日本建築学会理事・監事・名誉会員、日本鋼構造協会名誉会員、日本鉄鋼連盟ネットワーク幹事、日本工学教育協会評議員、九州工学教育協会理事、日本建築センター鋼構造評定委員会委員、新都市ハウジング協会CFT構造審査委員会監査委員などを歴任。全国鉄構工業協会理事を永年務め、九州における鉄骨製作工場の性能評価委員会幹事として鉄骨製作技術者の育成と技術の向上に尽力した。
日本建築学会では、理事・監事のほか、構造本委員会委員、鉄骨鉄筋コンクリート (SRC) 構造運営委員会主査を務め、鋼管コンクリート構造、SRC構造、コンクリート充填鋼管 (CFT) 構造の規準・指針の作成に一貫して携わり、CFT構造を現在国内の各種用途の建築物に採用され、高層建築物の主要構法として定着させていった。このほか、世界地震工学会議 (WCEE) などの多くの国際会議でSRC構造やCFT構造の優れた研究成果や設計現状を国際社会への紹介に務めた。

## 経歴
1962年京都大学工学部建築学科卒業。1964年同大学大学院修士課程を修了し、1964年に京都大学工学部助手・京都大学防災研究所助手。1968年九州大学工学部講師。1971年に同助教授。1980年に同教授。1998年に九州大学大学院人間環境学研究科教授を歴任。2001年に九州大学を退官、同大学名誉教授。（財）建築技術教育普及センター理事就任。
ながらく日本建築学会九州支部常任議員や九州支部長も務め、同構造委員会委員長を歴任し、九州・福岡における建築構造の研究者や技術者の育成に寄与。
1989年に国際合成構造研究協会 (ASCCS) の設立に加わり、ASCCS第1回国際会議（1991 年、日本）の実行委員長を務めた。1994年から2000年までASCCS会長を務め、その間2回の国際会議を主催し、鋼・コンクリート合成構造の国際的な発展に指導的な立場で貢献。
鉄骨構造および合成構造に関する研究と発展に対する功績で、2017年度日本建築学会賞大賞受賞。同年、瑞宝中綬章受章。

## 著書
- 建築学構造シリーズ『建築鉄骨構造』[6][7]
- 建築学構造シリーズ『建築合成構造』[8][9]
- 『JSCA版 RC建築構造の設計』
- 一般社団法人 日本建築構造技術者協会編『コンクリート充填鋼管構造―CFT構造の性能と設計』[10][11]